# アトロポス (ゴヤ)
『アトロポス』（西: Átropos, 英: Atropos）あるいは『運命の女神たち』（西: Las Parcas, 英: The Fates）は、スペインのロマン主義の巨匠フランシスコ・デ・ゴヤが1820年から1823年に制作した絵画である。油彩を使用した壁画。主題はギリシア神話に登場する運命の三女神モイラ（ローマ神話のパルカ）から採られている。70代半ばのゴヤが1819年から1823年にかけて1人で暮らし、深刻な精神的・肉体的苦痛に苦しんでいたときに、自身の邸宅キンタ・デル・ソルドの屋内の壁面に描いた14点の壁画連作の1つである。これら14点の壁画は暗い顔料や黒を多用したこと、また主題が暗いことから、《黒い絵》として広く知られている。現在はマドリードのプラド美術館に所蔵されている。

## 主題
ギリシア神話の最古の文献の1つ、ヘシオドスの『神統記』によると、運命を司る3人の女神モイラは夜の女神ニュクスが独りで生んだ娘たち、あるいは掟の女神テミスと大神ゼウスの娘たちとされる。モイラとはそもそも「割り当て」（μοῖρα, moira）を意味するが、これはモイラが人間に寿命を割り当てる存在であることを示している。3人の女神たち、クロト、ラケシス、アトロポスの名前はこれを反映しており、クロトは運命の糸の「紡ぎ手」であり、ラケシスは運命の糸を「割り当てる者」、アトロポスは運命の糸を断ち切って決定する「変えるべからざる者」という意味がある。プラトンの対話篇『国家』では、クロトは「現在」、ラケシスは「過去」、アトロポスは「未来」を司るとされる。ローマ神話ではパルカと同一視された。中世以降の図像では、運命の三女神はより大きな図像の一部を占めることが多く、死を寓意する擬人像と組み合わせられた。

## 題名
ゴヤは連作《黒い絵》の各作品の題名についていかなる言及も残していない。現在一般的に知られている題名はゴヤの死後に名づけられたものである。本作品は通常『アトロポス』あるいは『運命の女神たち』と呼ばれている。『アトロポス』はゴヤの息子ハビエル（Francisco Javier Goya y Bayeu）が所有していた作品目録の中で画家アントニオ・デ・ブルガダによって名づけられた。『運命の女神たち』はシャルル・イリアルトによって名づけられた。

## 作品

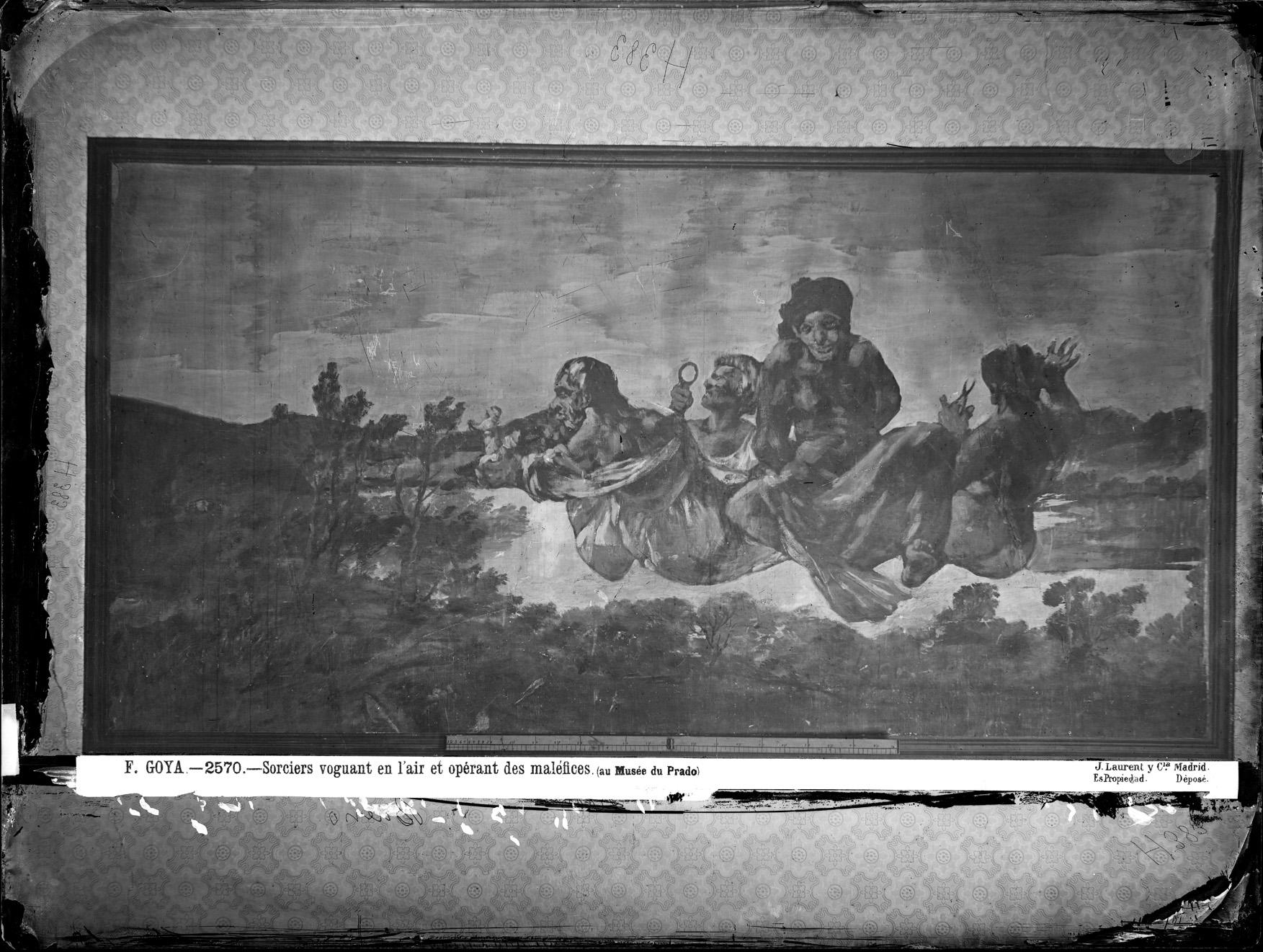
フランスの写真家ジャン・ローランによって撮影された『アトロポス』。1874年。

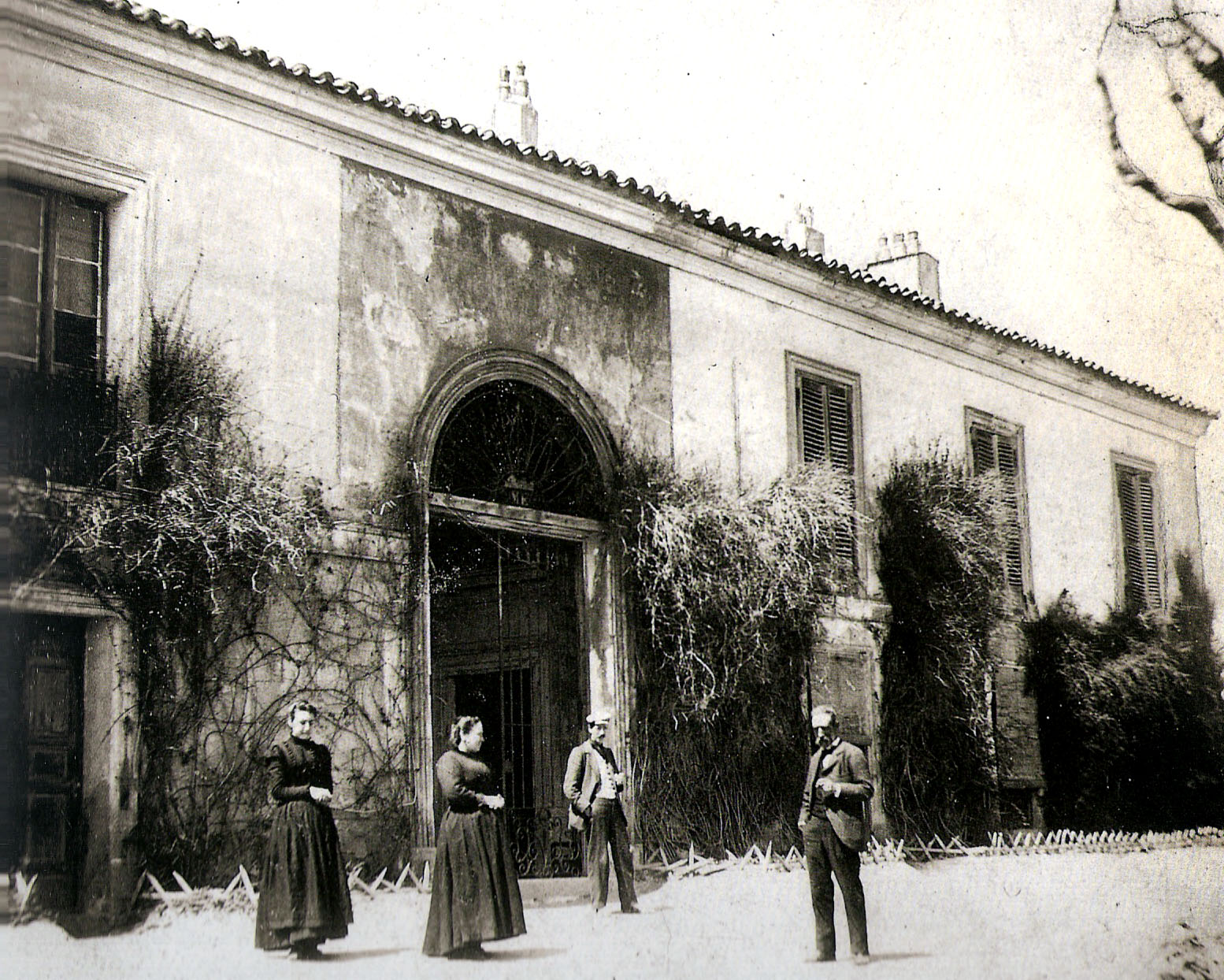
キンタ・デル・ソルド。1900年頃撮影。

ゴヤは横長の画面に4人の人物像が雲の上に浮かんだ奇妙な場面を描いている。背景には原始的な風景が広がっている。人物像のうち3人は運命の三女神モイラたちと考えられている。実際、彼女たちはそれぞれがいかなる存在であるかを示す特徴的なものを手に持っている。画面右の鑑賞者に背を向けた女性像は、左手に鋏を持つことからからモイラの1人アトロポスと目される。画面中央付近の最も画面奥にいる女性像は、運命を割り当てる役割を持つラケシスであろう。ラケシスは通常は運命の糸を持つが、ここでは右手に運命の糸を調べるための虫眼鏡、時間とはかなさを象徴する鏡、あるいは永遠を象徴する尾を噛む蛇ウロボロスを持つなど、様々に解釈されている。運命の糸を紡ぐとされるクロトは画面中央の最も右端にいる女性像であるが、ここでは糸を使って布か紙で包まれた小さな人間の像を縛っている。女神たちは背中の後ろで腕を組んだ男を伴っている。場面は夜であるように見える。照明は印象的であり、まるで月の光に照らされているかのように運命の女神たちが手にしているものを浮かび上がらせている。
『アトロポス』はキンタ・デル・ソルドの上階の壁の1つに『棍棒による決闘』（Duelo a garrotazos）と並んで描かれた。正面の壁には『異端審問』（El Santo Oficio）と『アスモディウス』（Asmodea）が描かれ、『アトロポス』は『アスモディウス』と向かい合う形で配置された。これらのうち『アトロポス』と『棍棒による決闘』は抗えない死の運命を描いている点でたがいに関連性がある。
『アトロポス』はゴヤの想像力によって、より理解しがたい寓意的な背景と意味が与えられていると見なされている。バレリアーノ・ボサルによると、運命の女神の象徴的な意味は、ゴヤが古代神話に加えた変更や、他の《黒い絵》との関係によって変化している。確かなことは、ゴヤはヘシオドスの『神統記』で語られているような一般的なモイラたちを描いたのではないということである。これは女神たちが謎の人物を伴っていることから分かる。運命の三女神に関する古代神話の中に、この人物に当てはまる登場人物はいないようである。一部の研究者によると、この人物像は後ろ手に拘束されており、オリンポス山から火を盗んだ罪で罰を受けるプロメテウスを表していると考えている。プロメテウスは19世紀のロマン主義運動においては自由の象徴であり、圧政と戦う人間の守護者であった。ホセ・マヌエル・アルナイス（Jose Manuel Arnaiz）によると、アトロポスは無作法な身振りをしており、死に対する画家の嘲笑と解釈できるという。
アトロポスはプラド美術館の主任修復家サルバドール・マルティネス・クベルスの修復で最も変化を被ったと考えられている。

## 来歴
ゴヤは1823年にフランスに自主亡命した際に、キンタ・デル・ソルドを孫のマリアーノ・ゴヤ（Mariano Goya）に譲渡した。マリアーノは1833年に父ハビエルに売却したが、1854年にはマリアーノに返還され、1859年にセグンド・コルメナレス（Segundo Colmenares）、1863年にルイ・ロドルフ・クーモン（Louis Rodolphe Coumont）によって購入された。1873年にドイツ系フランス人の銀行家フレデリック・エミール・デルランジェ男爵がキンタ・デル・ソルドを購入すると、ひどく劣化した壁画の保存を依頼し、修復家サルバドール・マルティネス・クベルスの指揮の下でキャンバスに移し替えられた。しかしその過程で壁画は損傷し、大量の絵具が失われた。デルランジェは1878年のパリ万国博覧会で《黒い絵》を展示した後、最終的にそれらをスペイン政府に寄贈した。壁画はプラド美術館に移され、1889年以降展示されている。1900年にはフランスの写真家ジャン・ローランが1873年頃に撮影した写真がプラド美術館のカタログに初めて掲載された。その後、キンタ・デル・ソルドは1909年頃に取り壊された。

## ギャラリー
キンタ・デル・ソルド2階の他の壁画
『アトロポス』と『棍棒による決闘』は同じ壁に並んで描かれた。

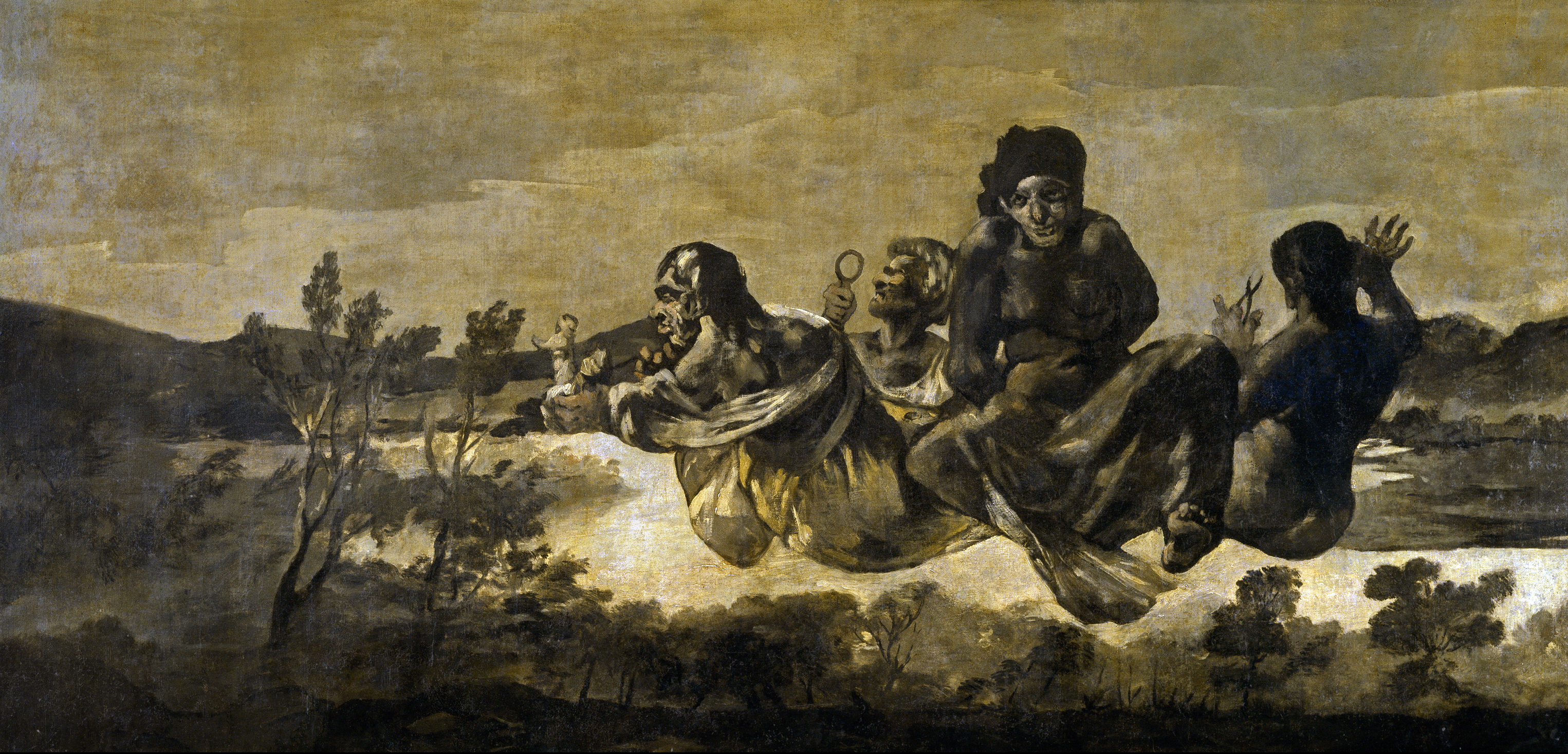
『アトロポス』
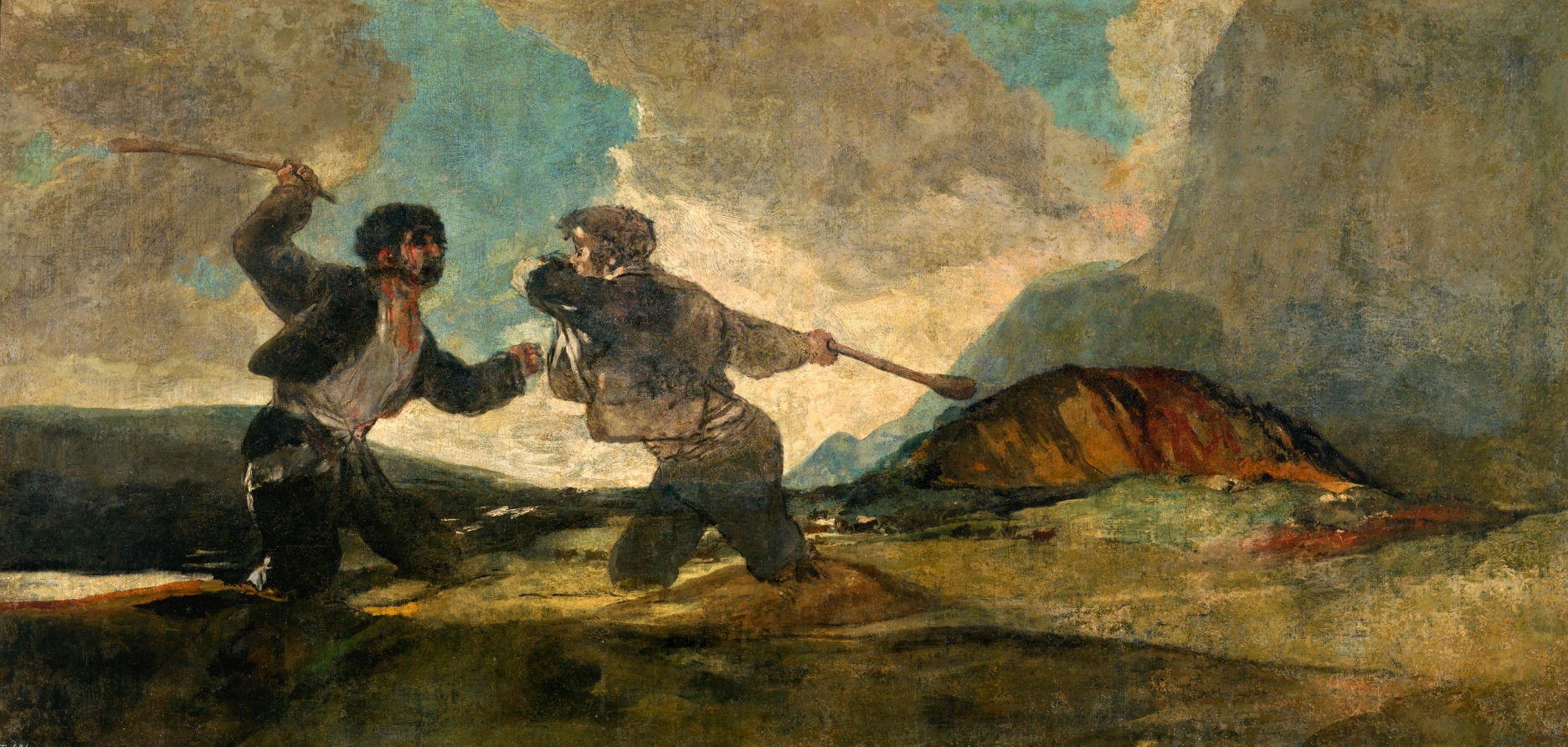
『棍棒による決闘』

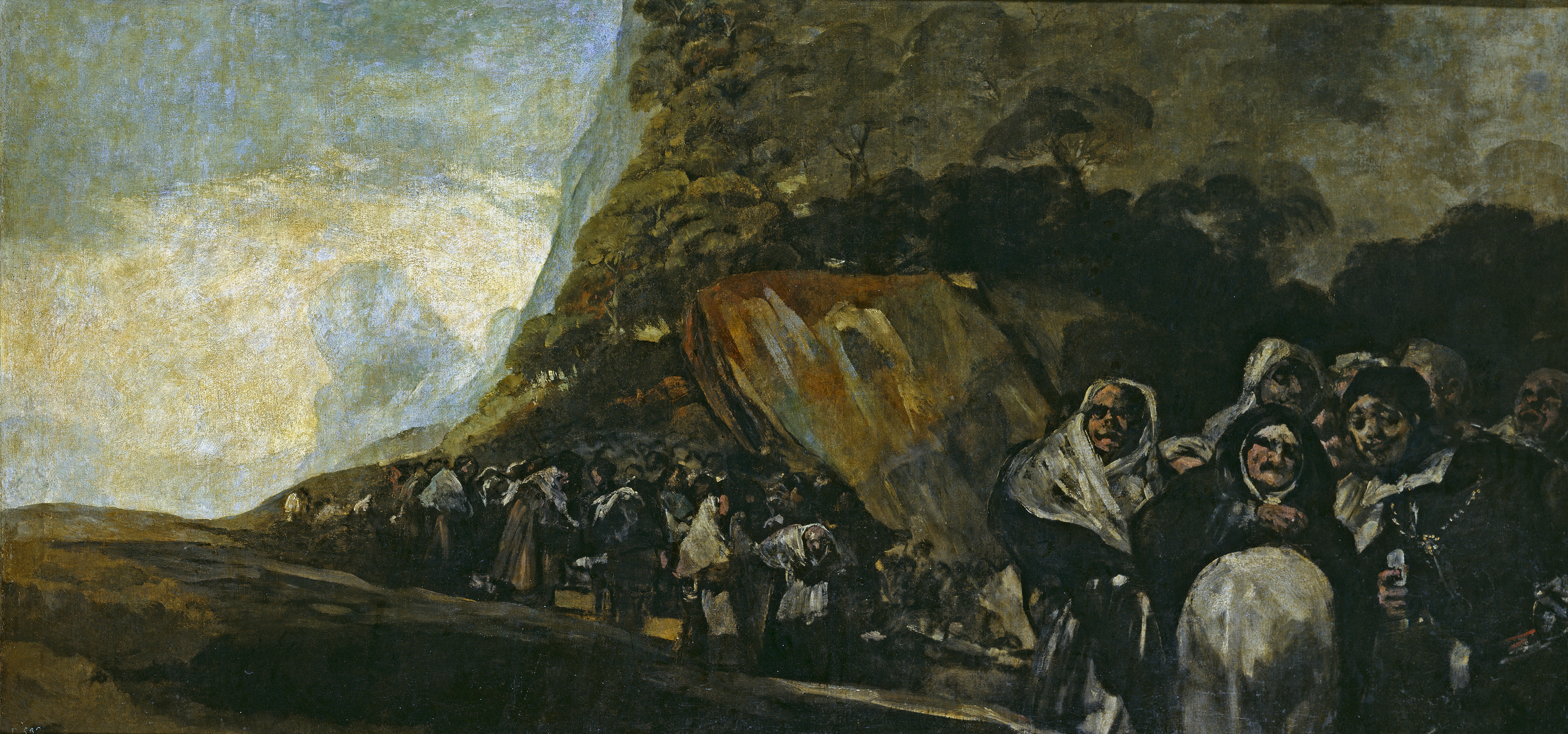
『異端審問』
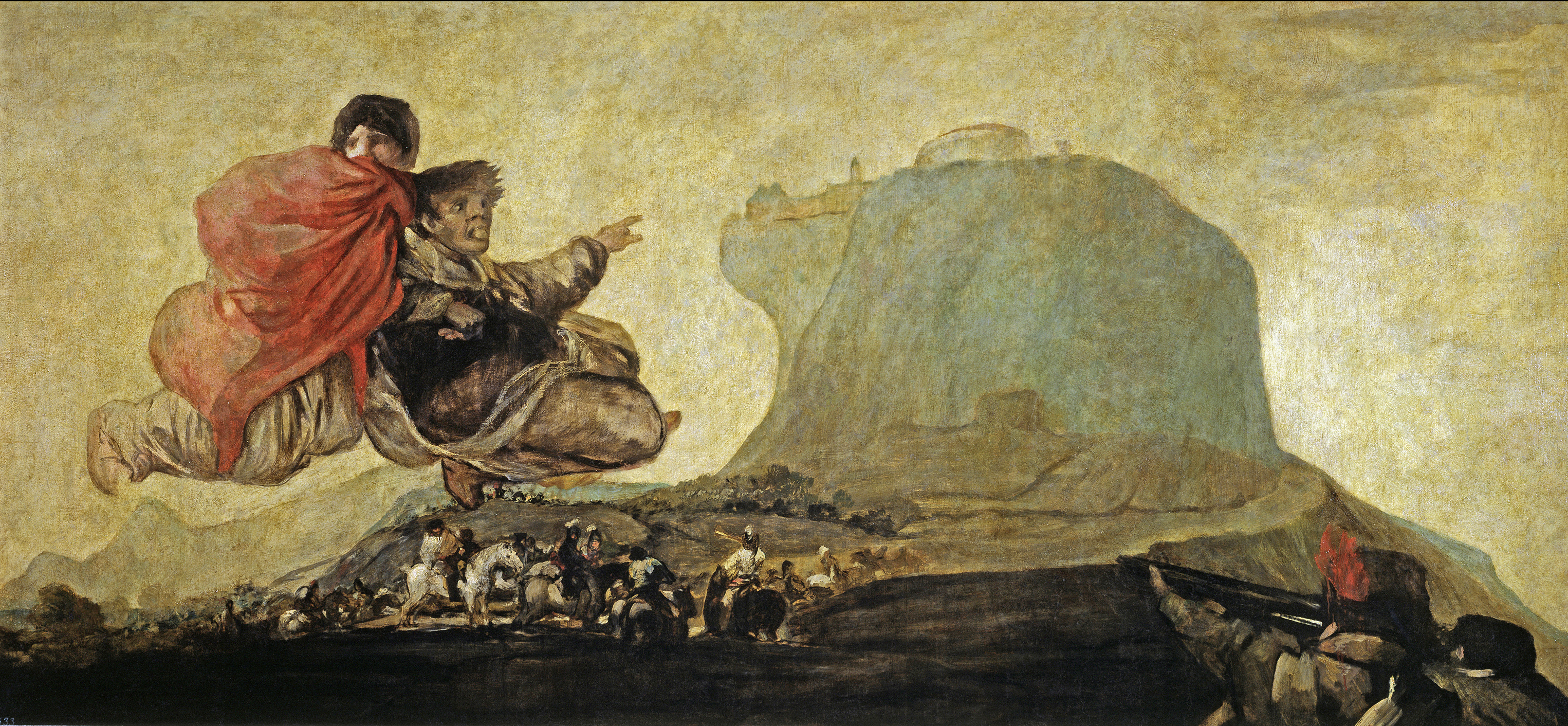
『アスモディウス』
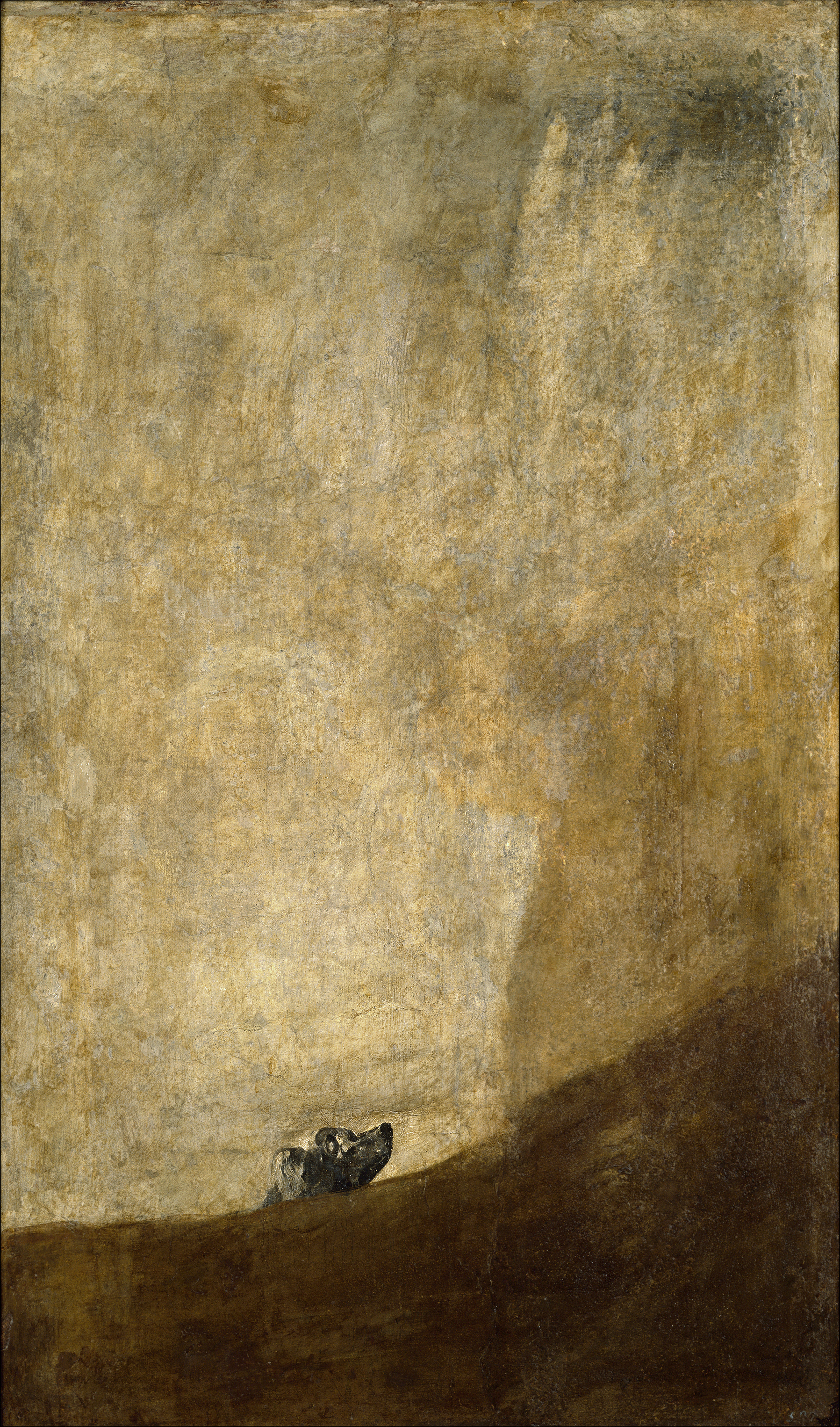
『砂に埋もれる犬』
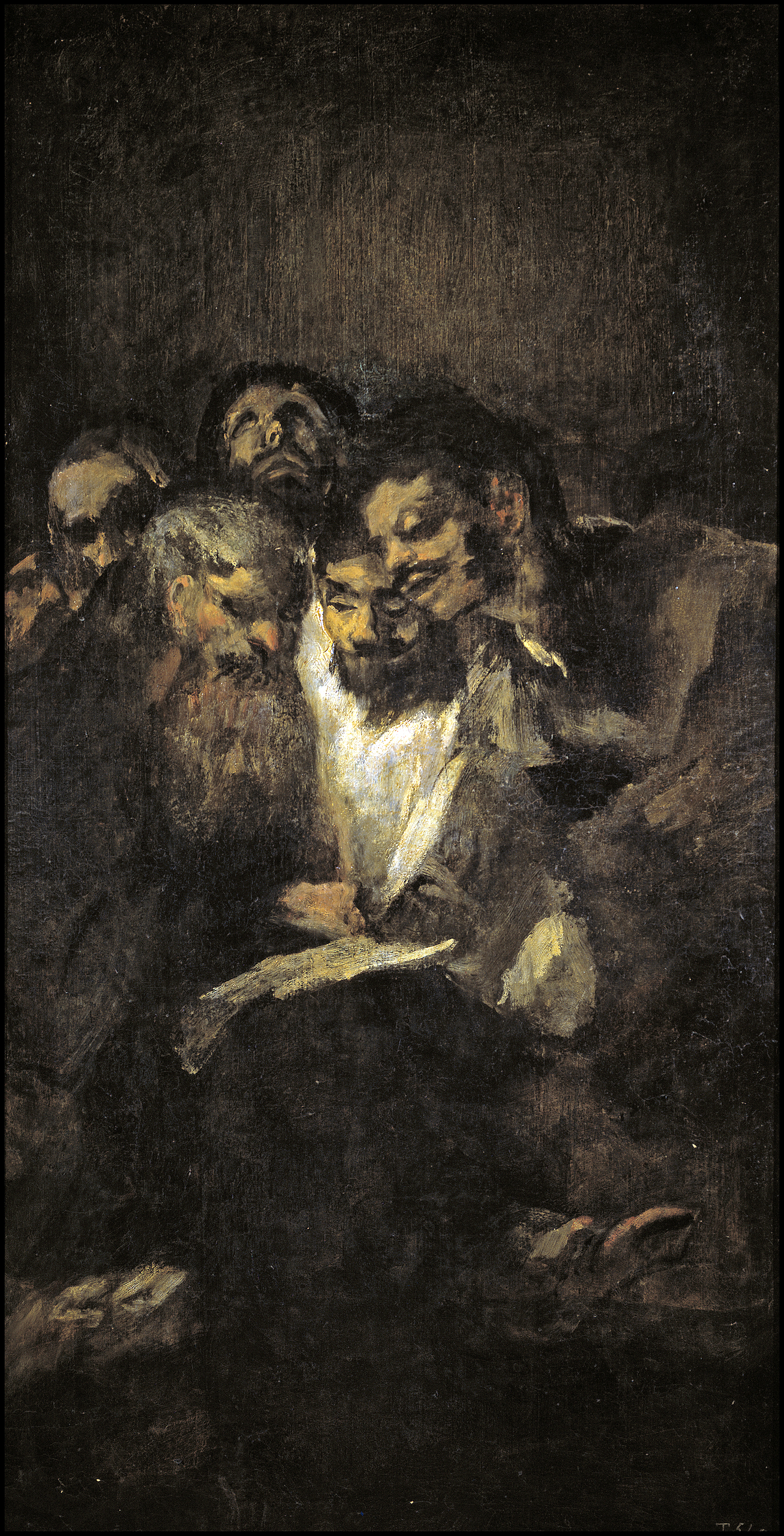
『読書』
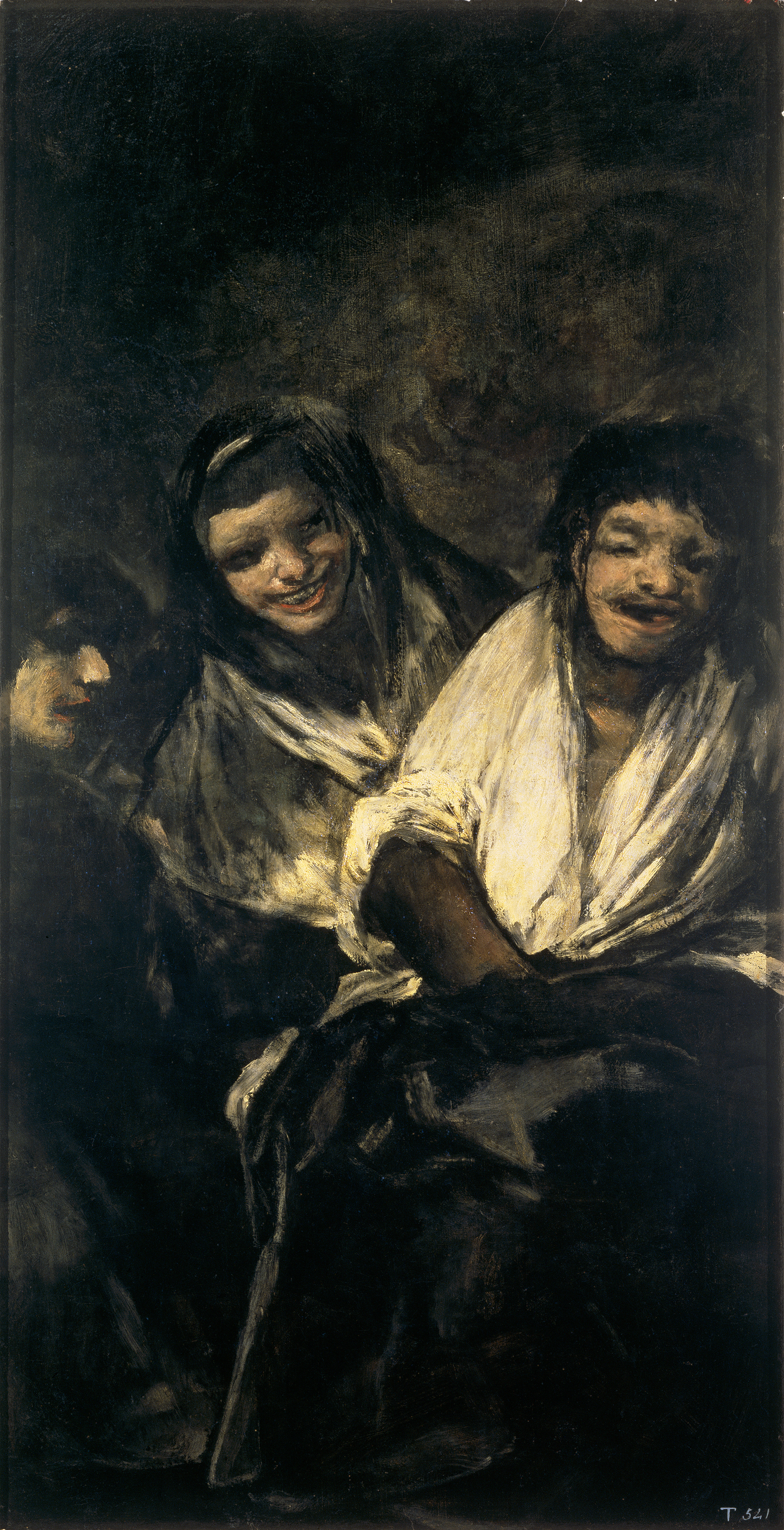
『自慰する男を嘲る二人の女』